# Coppa Intercontinentale 1968 (pallacanestro)
La Coppa intercontinentale di pallacanestro del 1968 si è giocata a Filadelfia. Parteciparono le europee Olimpia Milano e Real Madrid, i brasiliani del Botafogo e gli statunitensi Akron Wingfoots dalla lega NABL che si sono riconfermati campioni.

## Risultati
|  | Semifinali      | Semifinali      | Semifinali  |             |                 | Finale          | Finale         | Finale      |  |
|  |                 |                 |             |             |                 |                 |                |             |  |
|  | Real Madrid     | Real Madrid     | 93          |             |                 |                 |                |             |  |
|  | Real Madrid     | Real Madrid     | 93          |             |                 |                 |                |             |  |
|  | Olimpia Milano  | Olimpia Milano  | 84          |             |                 |                 |                |             |  |
|  | Olimpia Milano  | Olimpia Milano  | 84          |             | Akron Wingfoots | Akron Wingfoots | 105            |             |  |
|  |                 |                 |             |             | Akron Wingfoots | Akron Wingfoots | 105            |             |  |
|  |                 |                 | Real Madrid | Real Madrid | 73              |                 |                |             |  |
|  | Akron Wingfoots | Akron Wingfoots | Real Madrid | Real Madrid | 73              | 84              |                |             |  |
|  | Akron Wingfoots | Akron Wingfoots |             |             |                 | 84              |                |             |  |
|  | Botafogo        | Botafogo        | 52          |             |                 | Terzo posto     | Terzo posto    | Terzo posto |  |
|  | Botafogo        | Botafogo        | 52          |             |                 |                 |                |             |  |
|  |                 |                 |             |             |                 |                 |                |             |  |
|  |                 |                 |             |             |                 | Olimpia Milano  | Olimpia Milano | 82          |  |
|  |                 |                 |             |             |                 | Olimpia Milano  | Olimpia Milano | 82          |  |
|  |                 |                 |             |             |                 | Botafogo        | Botafogo       | 52          |  |

| Coppa Intercontinentale 1968 |
| ---------------------------- |
| Akron Wingfoots 2º titolo    |

## Formazione vincitrice
| N° | Naz.                   | Ruolo | Sportivo        |  | Alt. |  |
| -- | ---------------------- | ----- | --------------- |  | ---- |  |
| 4  | Stati Uniti (bandiera) | P     | Dennis Berholtz |  |      |  |
| 5  | Stati Uniti (bandiera) | P     | Calvin Fowler   |  |      |  |
| 6  | Stati Uniti (bandiera) | P     | Jerry Curless   |  |      |  |
| 7  | Stati Uniti (bandiera) | P     | Randy Berentz   |  |      |  |
| 8  | Stati Uniti (bandiera) | A     | Jim King        |  |      |  |
| 9  | Stati Uniti (bandiera) | A     | Tom Duff        |  |      |  |
| 10 | Stati Uniti (bandiera) | A     | Gary Williams   |  |      |  |
| 11 | Stati Uniti (bandiera) | C     | Tom Black       |  |      |  |
| 12 | Stati Uniti (bandiera) | C     | John Schroeder  |  |      |  |
| 13 | Stati Uniti (bandiera) | A     | Mike Patterson  |  |      |  |
| 14 | Stati Uniti (bandiera) | C     | Ed McKae        |  |      |  |
|    | Stati Uniti (bandiera) | All.  | Hank Vaughn     |  |      |  |